# Großenbrode
Großenbrode ist eine amtsangehörige Gemeinde des Amtes Oldenburg-Land im Kreis Ostholstein in Schleswig-Holstein.

## Geografie

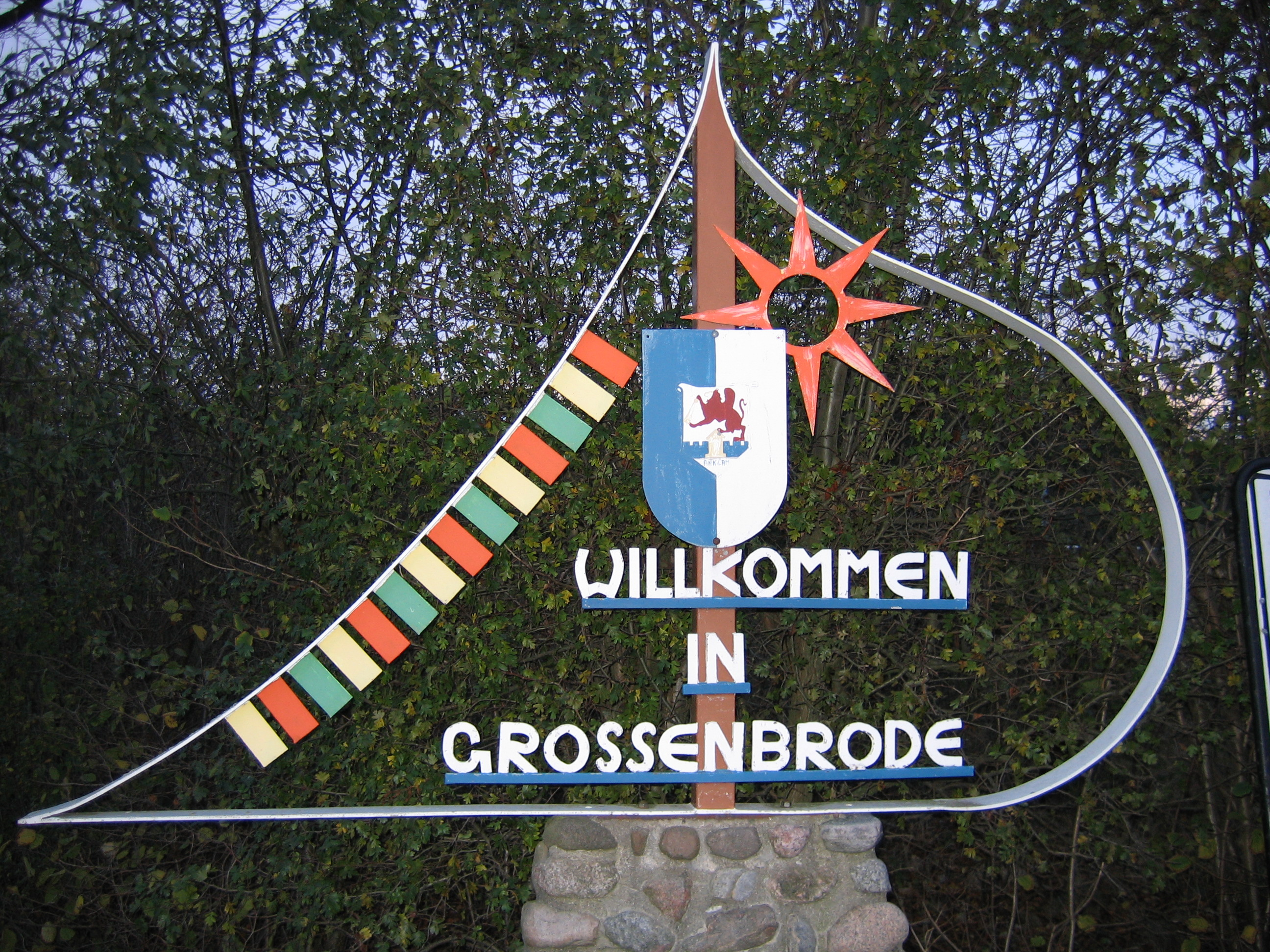
Willkommen in Großenbrode

Großenbrode liegt westlich der Mecklenburger Bucht – etwa 80 km nordöstlich von Lübeck entfernt – auf der wagrischen Halbinsel in der Ostsee, südlich vom Fehmarnsund. Auf drei Seiten von Wasser und somit 15 km landschaftlich abwechslungsreicher Küste umgeben, gehört das Seeheilbad zu den regenärmsten und sonnenreichsten Gebieten Deutschlands. Die Gemeinde Großenbrode besteht aus mehreren Ortsteilen: Großenbroder Fähre, Großenbroderfelde, Großenbrode Kai, Heinrichsruh, Lütjenbrode, Klaustorf, von Herwarthstraße. Das gesamte Gemeindegebiet ist von Wasser und Strand umgeben, wobei der lange Badestrand („Südstrand“) nach Südosten ausgerichtet ist.

## Geschichte
An der Vogelfluglinie gelegen, ist Großenbrode schon seit Jahrhunderten besiedelt. Zusammen mit dem benachbarten Lütjenbrode wurde das Dorf 1249 erstmals genannt. Seit 1640 ist es als adliges Gut bezeichnet und wurde im Zuge der Neuordnung der preußischen Verwaltung im Jahr 1867 Landgemeinde. Auffallend in der Anlage des Dorfes ist der sehr große Dorfplatz und das typische Bild eines „wendischen Rechtecks“, wie es in Norddeutschland an mehreren Stellen zu finden ist.
Die 1230 erstmals genannte Kirche St. Katharinen ist größtenteils aus Ziegeln gebaut. Nur im unteren östlichen Teil befinden sich im Gemäuer Feldsteine. Der hölzerne Turm überragt die Kirche nur wenig. Der Chor der schlichten Kirche zeigt ein Gewölbe, das Langhaus hat eine Flachdecke. Der holzgeschnitzte Altar stammt aus dem Jahr 1604, die Kanzel aus dem Jahr 1713.
Großenbrode war von jeher Übergang zur Insel Fehmarn. Sein Name leitet sich aus dem wendischen Brody her, was ‚Furt‘ bedeutet, aus dem sich der Name des Dorfes entwickelte.
In der Nähe des „Alten Sundes“ findet sich ein großes Hünengrab. Es handelt sich um ein großes Langbett, das Langbett Krausort oder auch Langbett Kronsteinberg genannt wird und etwa 100 Meter lang ist. Die Findlingsblöcke sind unter Bäumen und Sträuchern sorgsam verborgen.
Nördlich von Lütjenbrode liegen zwischen der B 207 und der Ostsee in einem Dünenstreifen zwei jungsteinzeitliche Großsteingräber. Während das südliche stark zerstört ist, sind vom nördlichen so viele Findlinge erhalten, dass eine Rekonstruktion vorgenommen werden konnte. Ein weiteres Hünengrab befand sich bis 1960 am sogenannten „Königsweg“. Es ist den Bauarbeiten im Rahmen der Vogelfluglinie zum Opfer gefallen, weil es in der Straßentrasse lag. Einen großen Stein dieses Hünengrabes konnte man retten. Er steht jetzt mit einer Gedenktafel auf dem Dorfplatz.
Im Zweiten Weltkrieg war Großenbrode Standort des Seefliegerhorstes Großenbrode (1937–1945) mit einer Seenotstaffel der Wehrmacht. Das Gelände wurde von 1951 bis 1963 für die Fährverbindung zwischen Großenbrode Kai und Gedser, Dänemark, genutzt.
In den Nachkriegsjahren dienten die Kasernenanlagen als britisches Kriegsgefangenenlager. Bis 1995 war danach die Bundesmarine mit der Marineküstendienstschule der Nutzer dieses Geländes. Heute werden die Liegenschaften für ein Seniorenpflegeheim, einen Yachthafenbetrieb (insbesondere für Meeresangler und Segler) mit dazugehörigen Bootswerften und Tourismus sowie für ein Feriendorf nach schwedischem Vorbild genutzt.
Neben der Bundesmarine unterhielt auch die Luftwaffe eine Einrichtung in Großenbrode. Bis 2004 war in der Fehmarnsundkaserne das Fernmelderegiment 71 mit dem Fernmeldesektor A untergebracht. Eine Lockheed T-33 war bis 2003 an der Wache aufgestellt. In der Kaserne waren die Unterkünfte für die Soldaten, die im Turm A in Klaustorf Dienst taten. Der Turm, im Volksmund auch Spökenkieker genannt, in Ostholstein weithin sichtbar, diente der elektronischen Aufklärung bis in eine Entfernung von 600 km. Er war einer von fünf Fernmeldesektortürmen der Luftwaffe entlang der deutsch-deutschen Grenze: Turm A in Klaustorf, Turm B auf dem Thurauer Berg bei Dannenberg, Turm C auf dem Stöberhai bei Osterode, Turm E auf dem Schneeberg bei Wunsiedel und Turm F auf dem Hohen Bogen bei Bad Kötzting. Der Turm ist etwa 75 Meter hoch und hat 16 Stockwerke. Mittlerweile dient er als Aussichtsturm. Die Fehmarnsundkaserne wurde ab 2008 abgetragen.

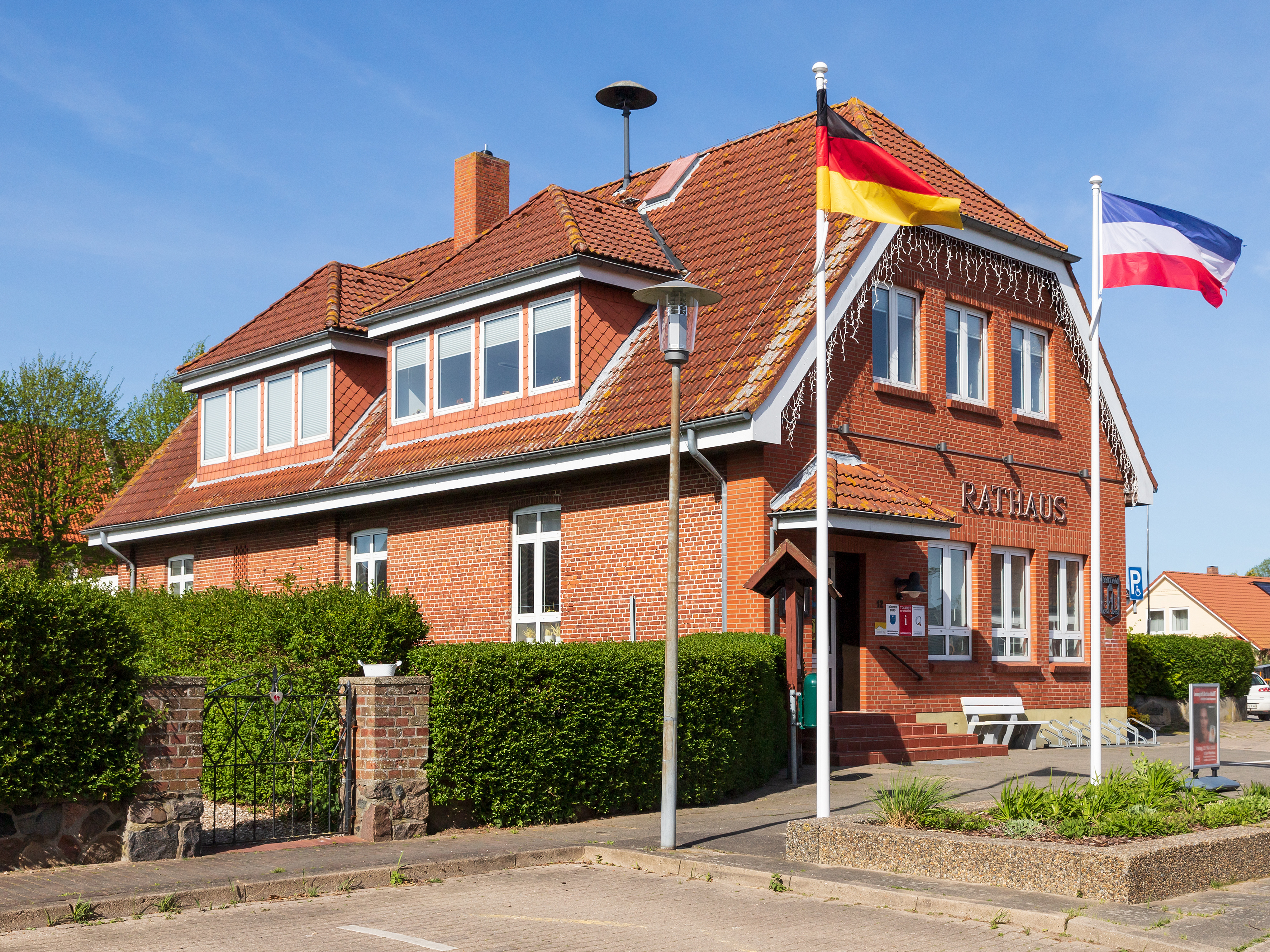
Rathaus
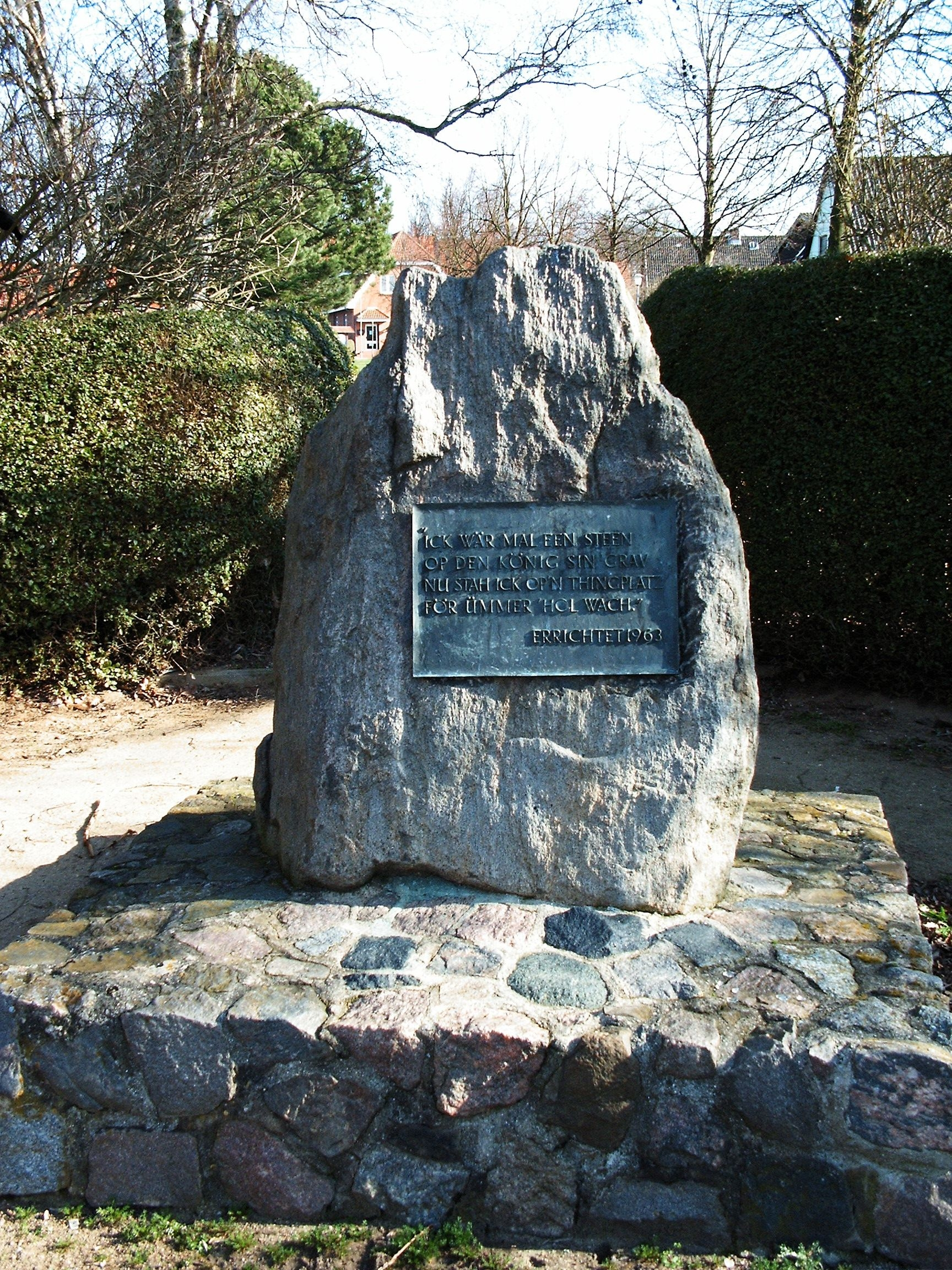
Findling auf dem Thingplatz
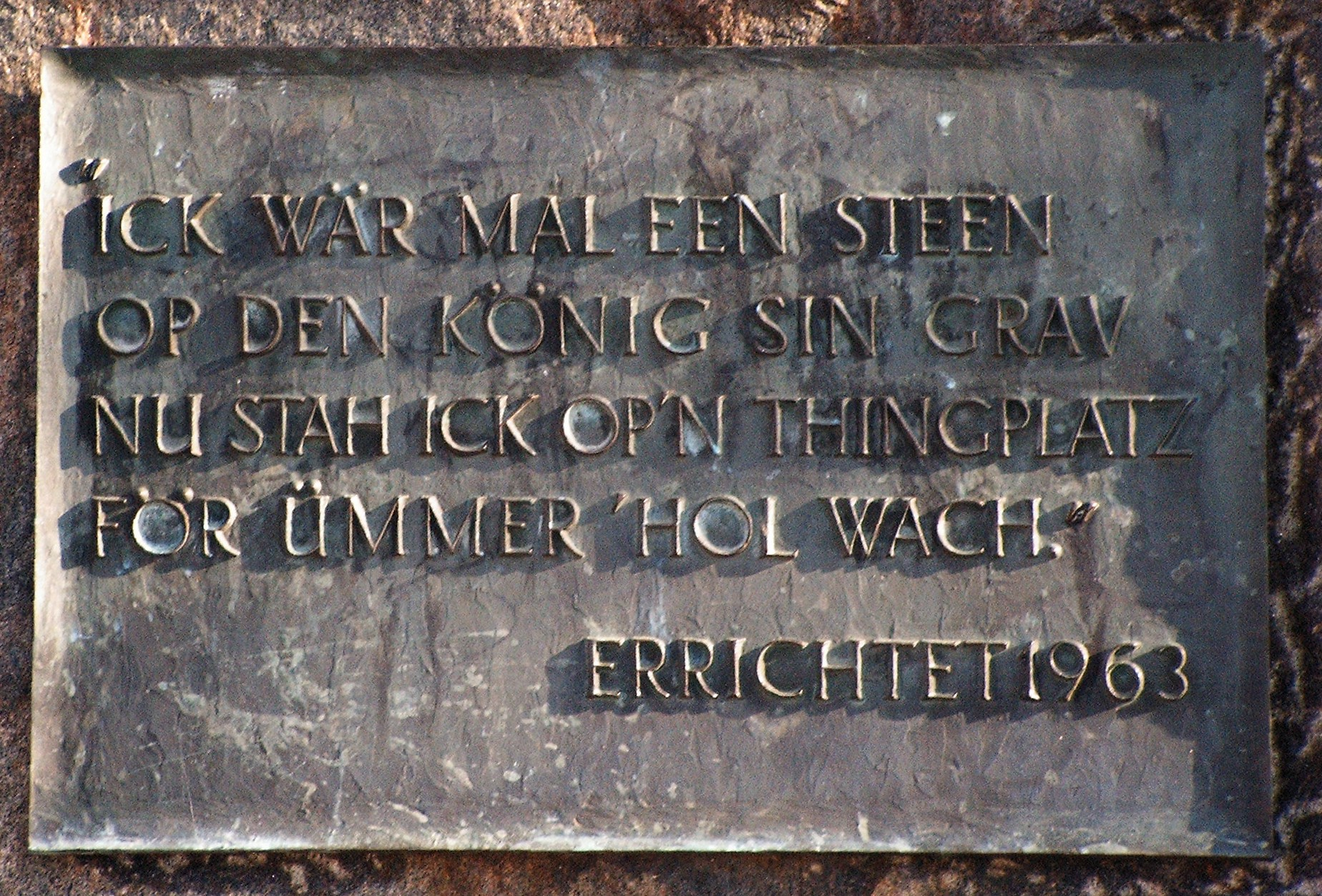
Inschrift
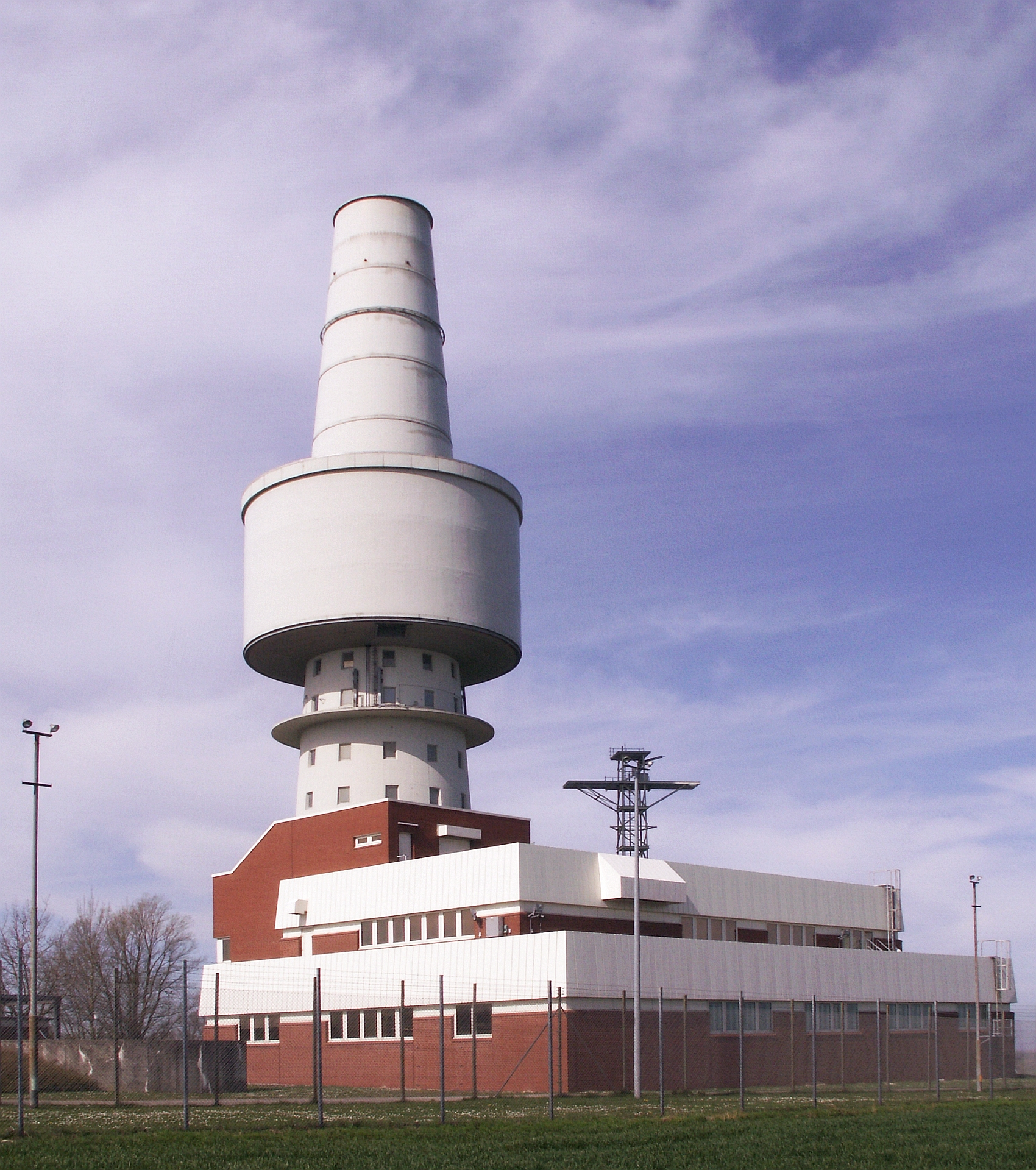
Fernmeldesektorturm A in Klaustorf

## Religionen
Großenbrode ist mehrheitlich evangelisch. Es gibt eine evangelisch-lutherische Kirchgemeinde im Ort. Die Gottesdienste werden, teils in plattdeutscher Mundart, in der im 13. Jahrhundert erbauten St.-Katharinen-Kirche abgehalten.

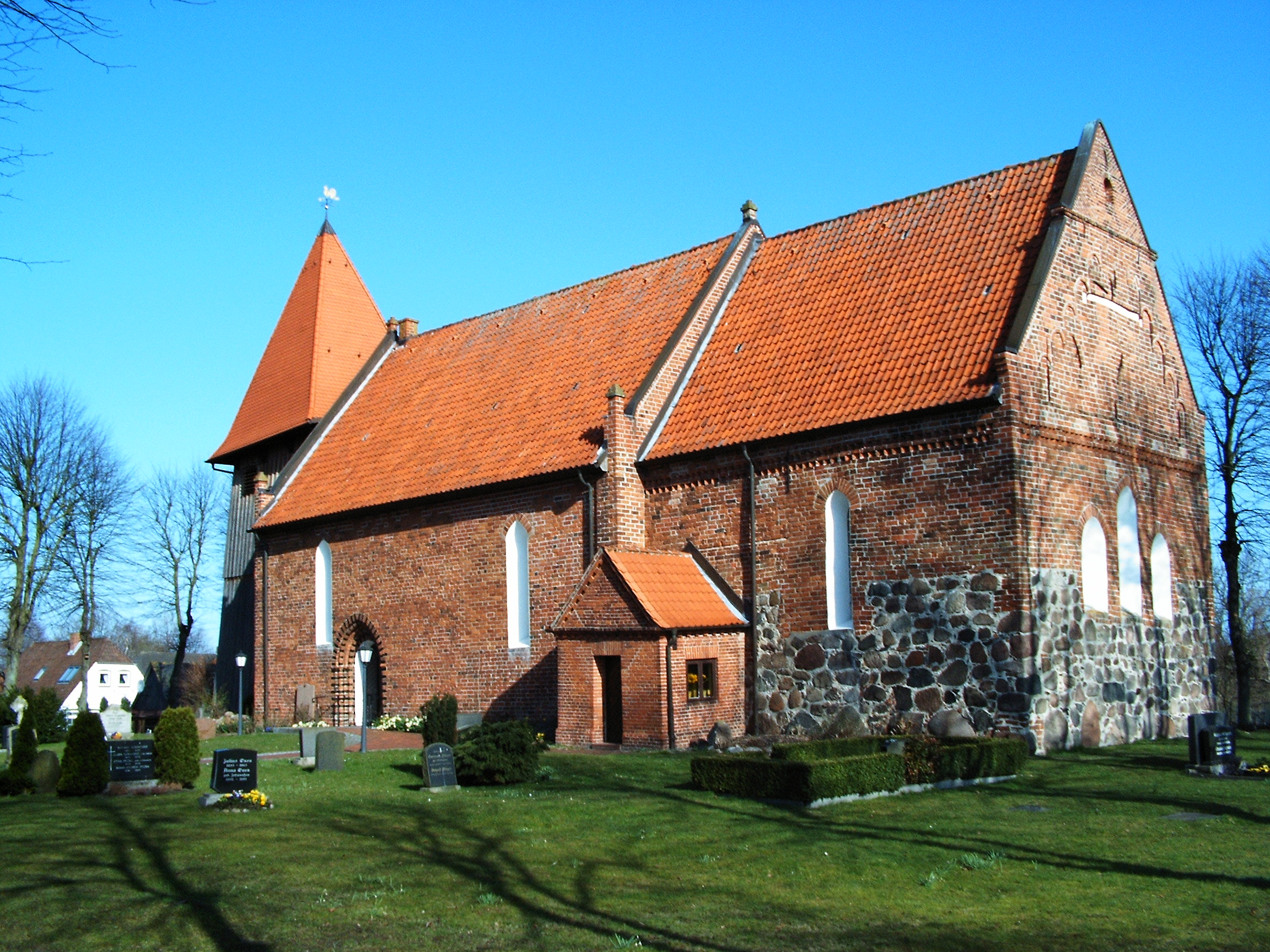
Kirche
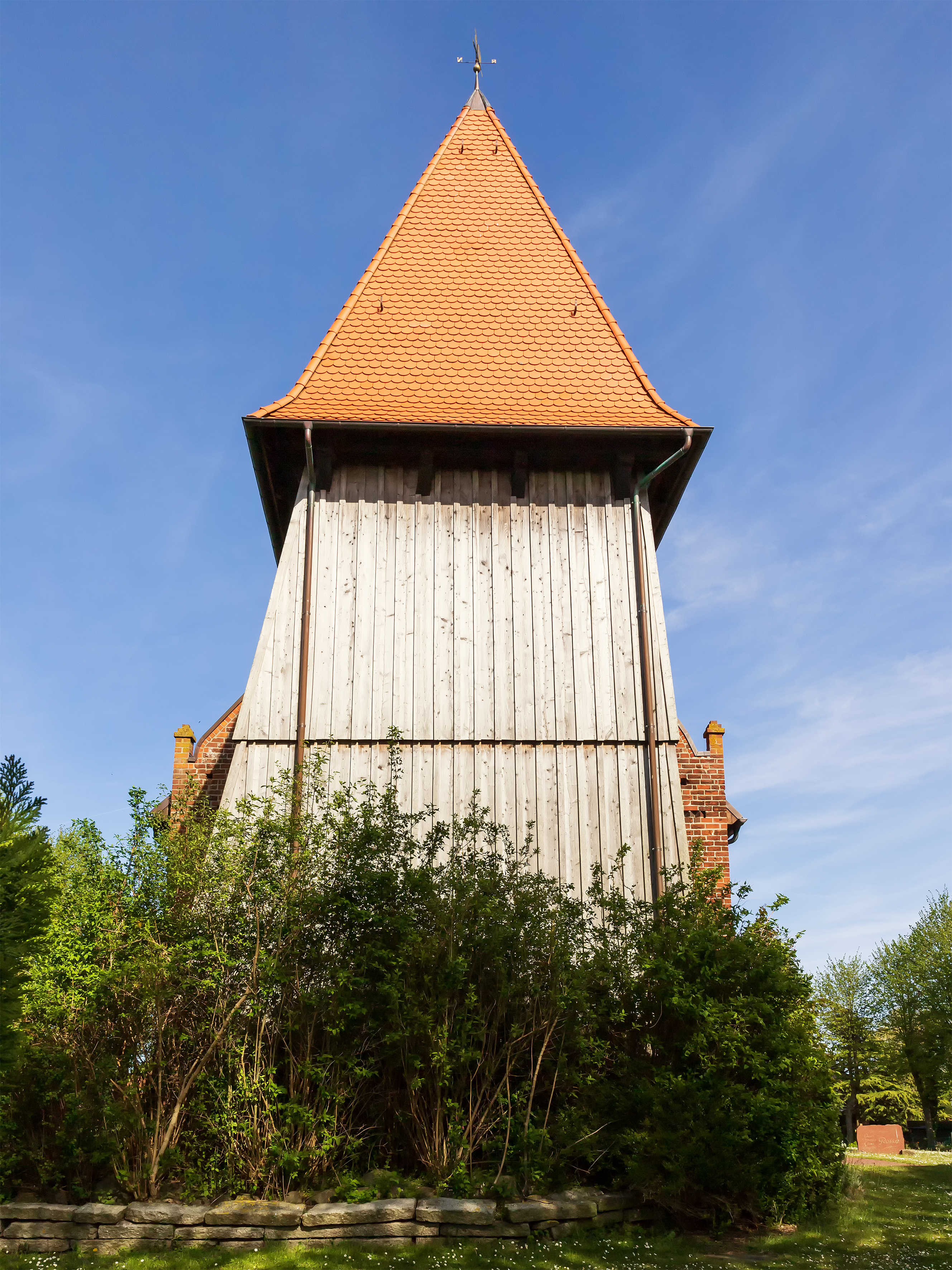
Kirchturm
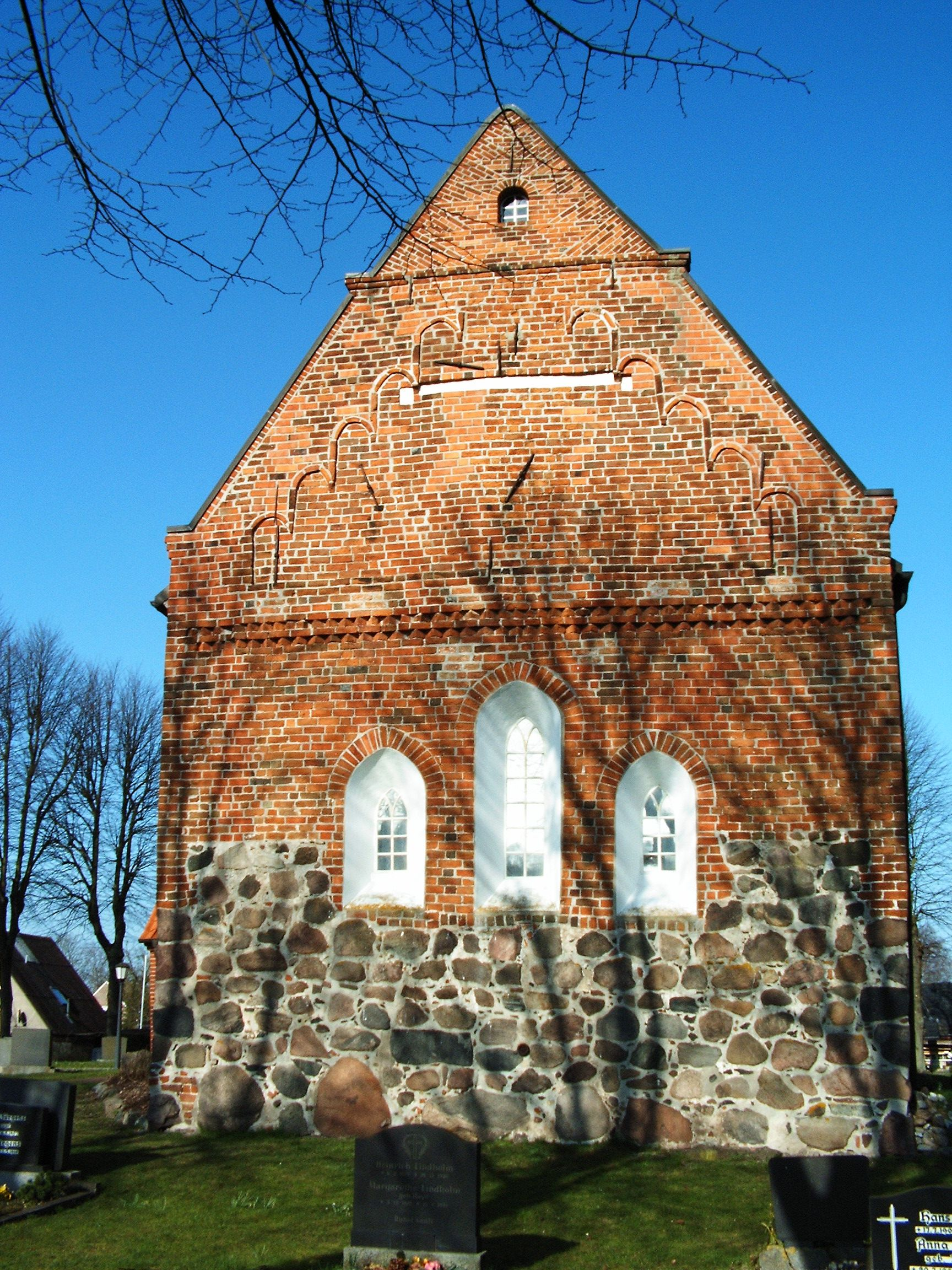
Ostgiebel der Kirche
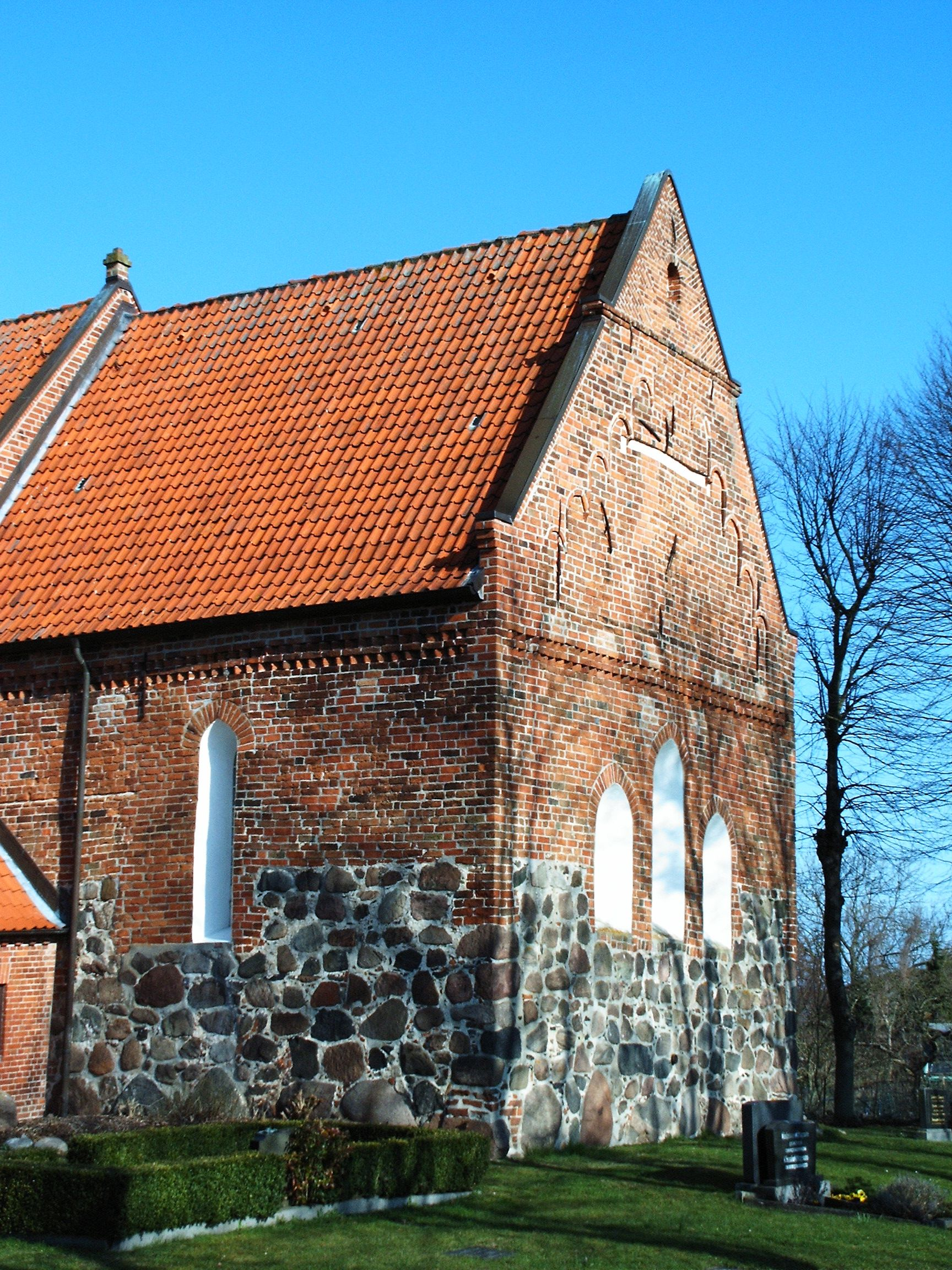
Südostecke mit eingemauerten Feldsteinen

## Politik

### Gemeindevertretung
| Gemeindewahl Großenbrode 2023 %403020100 31,2 %28,8 %24,4 %9,1 %6,5 % CDUCDGBfGSPDFDPGewinne und Verlusteim Vergleich zu 2018 %p 30 25 20 15 10 5 0 −5−10−15−20−25−30−25,3 %p+28,8 %p+8,1 %p−6,6 %p−5,0 %pCDUCDGBfGSPDFDP | Sitzverteilung in der Gemeindevertretung Großenbrode seit 2023Insgesamt 15 Sitze - SPD: 1 - BfG: 4 - FDP: 1 - CDG: 4 - CDU: 5 |

Die letzten Kommunalwahlen 2023, 2018, 2013 und 2008 führten zu folgenden Ergebnissen:
| Parteien und Wählergemeinschaften | Parteien und Wählergemeinschaften             | % 2023 | Sitze 2023 | % 2018 | Sitze 2018 | % 2013 | Sitze 2013 | % 2008 | Sitze 2008 |
| CDU                               | Christlich Demokratische Union Deutschlands   | 31,2   | 5          | 56,5   | 7          | 46,0   | 6          | 43,0   | 8          |
| CDG                               | Christliche Demokraten Großenbrode            | 28,8   | 4          | —      | —          | —      | —          | —      | —          |
| BfG                               | Freie Wählervereinigung Bürger für Großenrode | 24,4   | 4          | 16,3   | 2          | 31,1   | 4          | 24,2   | 4          |
| SPD                               | Sozialdemokratische Partei Deutschlands       | 9,1    | 1          | 15,7   | 2          | 13,6   | 2          | 14,9   | 2          |
| FDP                               | Freie Demokratische Partei                    | 6,5    | 1          | 11,5   | 2          | 9,3    | 1          | 17,9   | 3          |
| Gesamt                            | Gesamt                                        | 100,0  | 15         | 100,0  | 13         | 100,0  | 13         | 100,0  | 17         |
| Wahlbeteiligung in %              | Wahlbeteiligung in %                          | 64,9   | 64,9       | —      | —          | 63,6   | 63,6       | 61,4   | 61,4       |

### Wappen
Blasonierung: „In Blau unter einem silbernen holsteinischen Nesselblatt zwei kreuzweise gestellte goldene Dreschflegel, bewinkelt von drei sechsstrahligen goldenen Sternen.“

## Wirtschaft und Infrastruktur
Großenbrode lebt vom Fremdenverkehr (2003: 23.000 Gäste). Es verfügt über eine Polizeidienststelle, ein Fitnesscenter, ein Kurmittelhaus für Anwendungen und Bäder, zwei Mutter-Kind-Kurkliniken, drei Bäcker, und drei Supermärkte, zwei Ärzte, einen Zahnarzt, eine Grundschule, ein Kindergarten, eine Freiwillige Feuerwehr, diverse Vereine und Verbände, sieben Hotels, diverse Pensionen und Ferienhöfe.

### Verkehr
Großenbrode liegt an der Vogelfluglinie (A 1/B 207) von Lübeck nach Fehmarn und hatte seit 2003 wieder eine Regionalstation der Eisenbahn. Seit dem 31. August 2022 verkehren nach Stilllegung der Bahnstrecke Lübeck–Puttgarden nördlich von Neustadt(Holstein) keine Züge mehr. Seitdem halten in Großenbrode Busse der Linie X 85 nach Lübeck und Fehmarn.
| Linie | Zuglauf                                                                                        | KBS   | Takt                 |
| ----- | ---------------------------------------------------------------------------------------------- | ----- | -------------------- |
| X 85  | Lübeck – Haffkrug – Sierksdorf – Lensahn – Oldenburg – Großenbrode – Fehmarn-Burg – Puttgarden | [ 8 ] | Buslinie – stündlich |

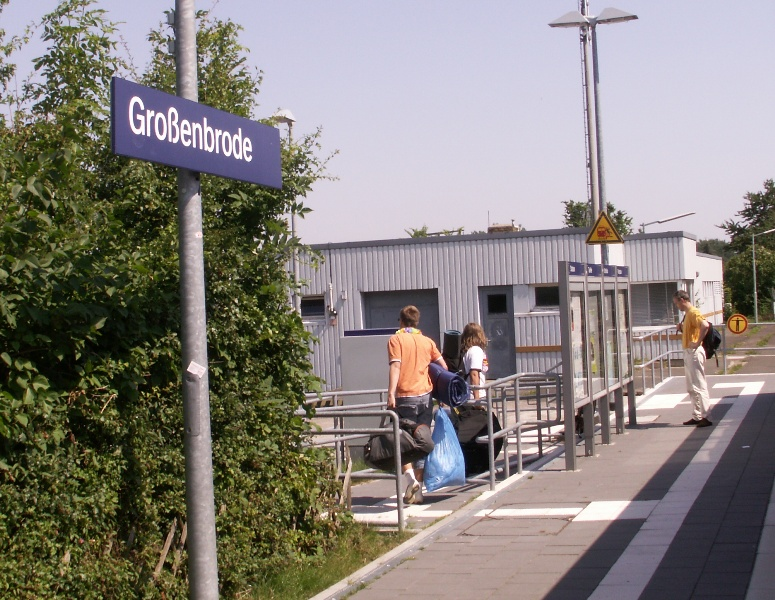
Bahnstation

Im Jahre 1903 erhielt Großenbrode durch die Kreis Oldenburger Eisenbahn von Lütjenbrode aus Anschluss an das Eisenbahnnetz. Von 1903 bis 1963 existierte die Fährverbindung Großenbrode Fähre–Fehmarnsund als Eisenbahnfähre über den Fehmarnsund bis zum gleichnamigen Ort Fehmarnsund auf der Insel Fehmarn als Teil der Kleinbahn Lütjenbrode-Orth.
Am 15. Juli 1951 eröffneten die Deutsche Bundesbahn und die Danske Statsbaner einen provisorischen Fährverkehr zwischen dem eigens dafür angelegten Bahnhof Großenbrode Kai und Gedser auf der dänischen Insel Falster als Vorläufer der heutigen Vogelfluglinie. Mit dem Bau der Verbindung von Großenbrode nach Puttgarden im Norden Fehmarns wurde erst 1958 begonnen. Am 14. Mai 1963 wurde mit der Fehmarnsundbrücke und der Fährverbindung über den Fehmarnbelt die Vogelfluglinie in ihrer heutigen Form eröffnet, der Bahnhof „Großenbrode Kai“ wurde ebenso wie die Fährverbindung Großenbrode Fähre–Fehmarnsund stillgelegt.
Im Ortsteil Lütjenbrode befand sich eines der ersten Gleisbildstellwerke der Deutschen Bundesbahn. Es war für die Regelung des Verkehrs auf dem aus Vogelfluglinie und der Stichstrecke nach Heiligenhafen gebildeten Gleisdreieck zuständig.
Großenbrode ist auch an den Ostseeküsten-Radweg angeschlossen, der u. a. nach Lübeck und Kiel führt sowie als europäische EuroVelo-Route um die Ostsee herum.

### Rettungsstation der DGzRS
Die Deutsche Gesellschaft zur Rettung Schiffbrüchiger (DGzRS) hat im ehemaligen Fährhafen der Eisenbahnfähre Großenbrode–Gedser einen Seenotrettungskreuzer stationiert, um die Seenotrettung auf der Ostsee vor Fehmarn sicherzustellen.

### Tuckerscup
Der Tuckerscup ist eine seit 2002 jährlich Ende Juli, Anfang August stattfindende touristische Veranstaltung. Seit seinem Bestehen umfasst das viertägige Programm eine Regatta für Katamarane, nach den Regeln der Ronde om Texel, sowie mehrere Wassersportveranstaltungen für Kinder; außerdem abends Open-Air-Konzerte von Coverbands und anschließend Discoveranstaltungen. Für die Gemeinde Großenbrode ist der Tuckerscup von wirtschaftlicher Bedeutung, da der Besucherstrom bei Hotels und Ferienanlagen in der Umgebung während der Veranstaltung zunimmt.

## Sehenswürdigkeiten und Freizeitangebote

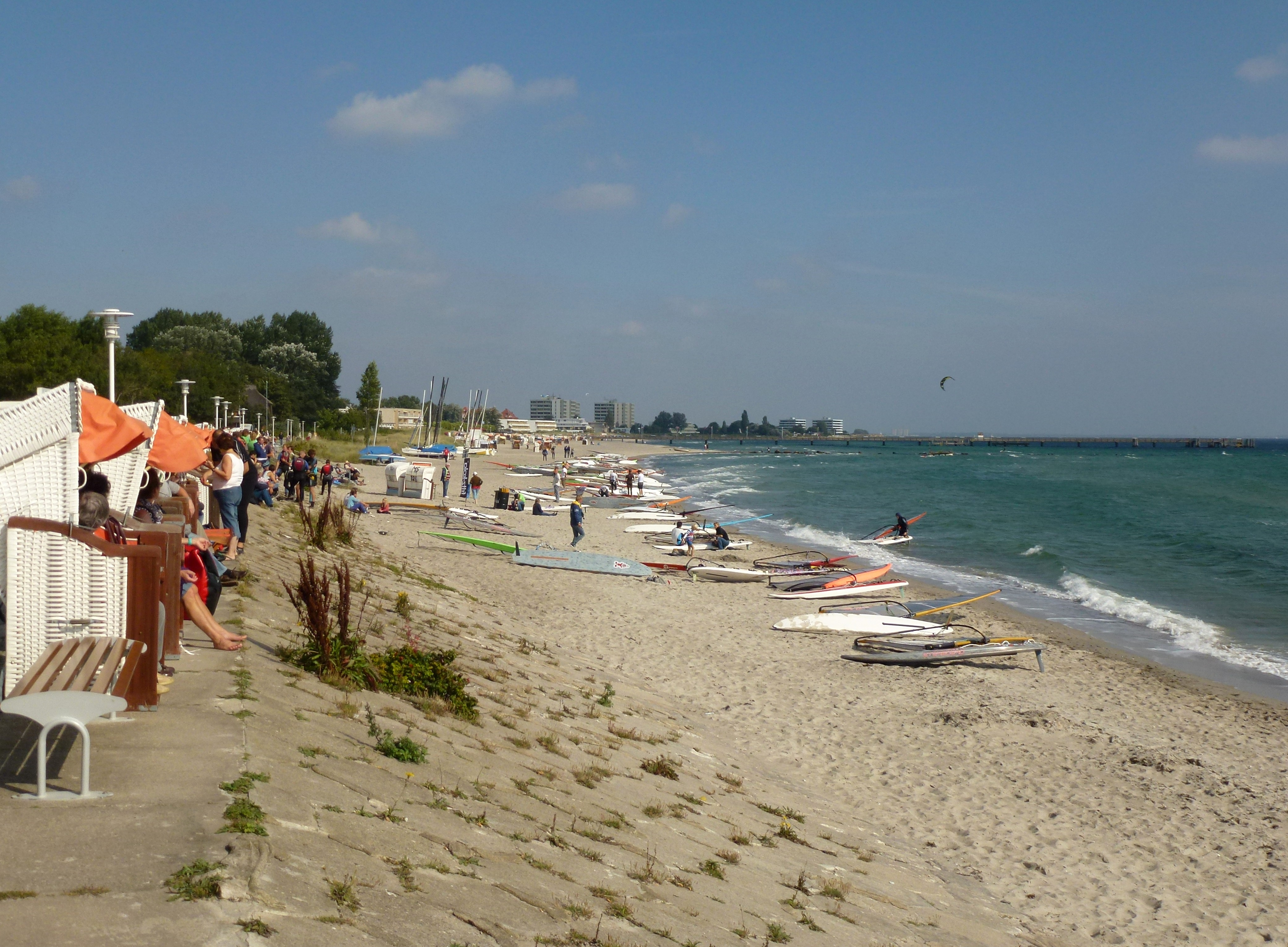
Der Strand von Großenbrode im September 2012

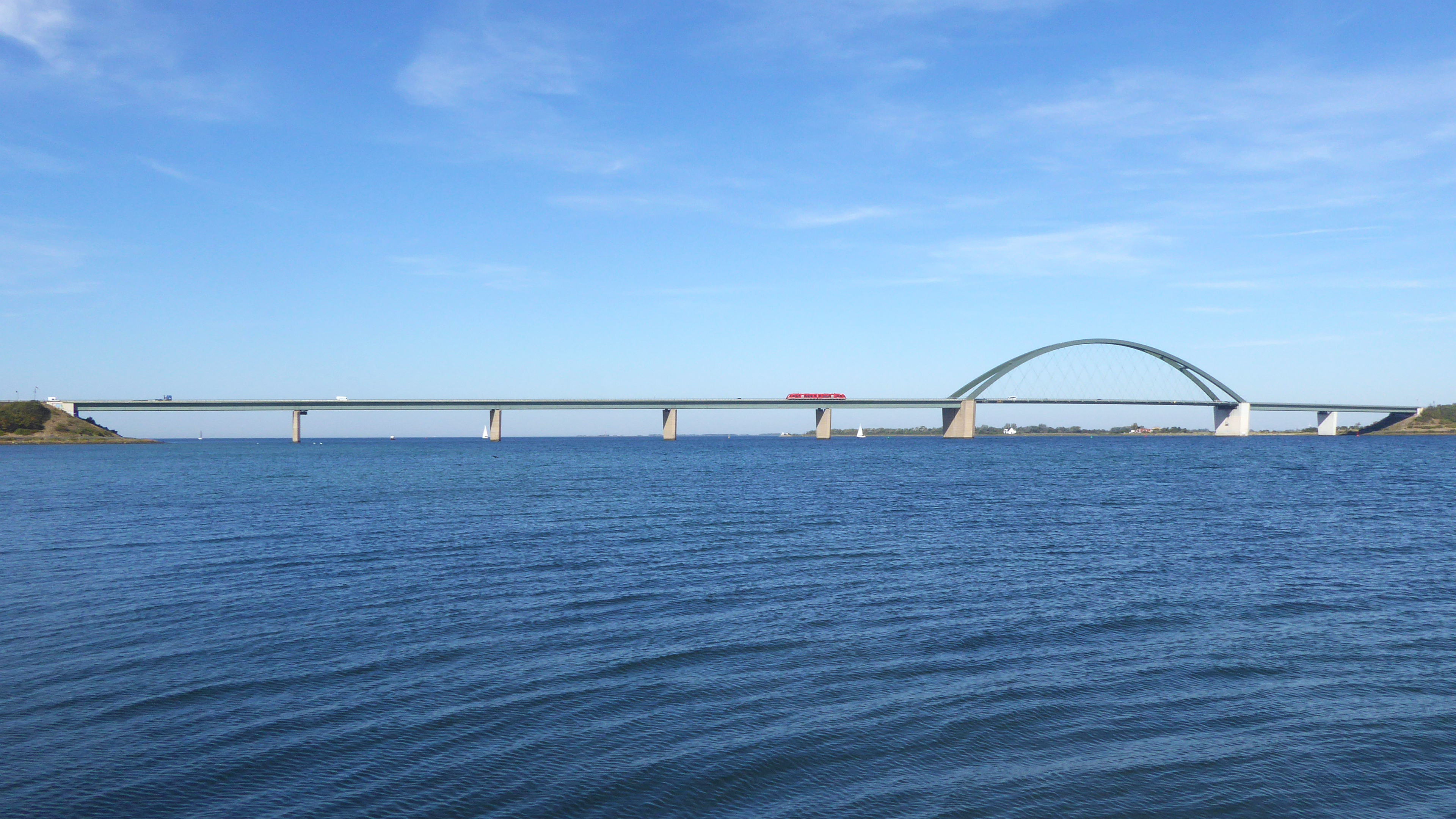
Blick von Großenbrode auf die Fehmarnsundbrücke von Süden (2018)

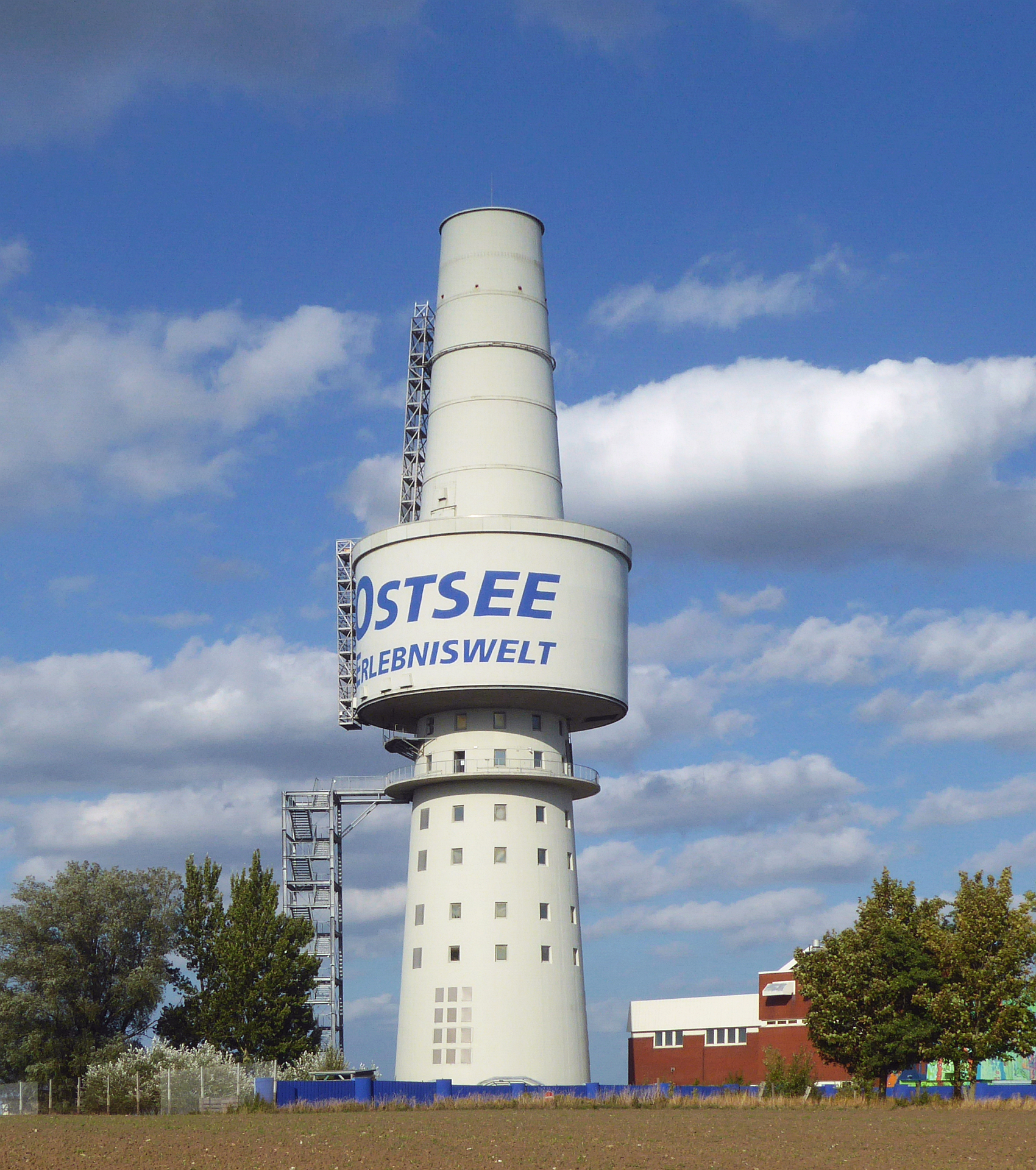
Der Komplex Ostsee Erlebniswelt mit Aussichtsturm (2018)

Naturerlebnispfad

Bereits 1966 wurde Großenbrode der Titel eines Seebades verliehen. Ständig wurde das Angebot für die Gäste in Großenbrode erweitert. Die Promenade am Südstrand wurde erbaut, ein Kurpark wurde eingerichtet. Die Seebrücke, die sich mit ca. 300 m in die Ostsee erstreckt, stellt von 1979 an eine weitere Bereicherung dar.
Ende 1986 wurde Großenbrode der Status eines Ostseeheilbades verliehen. Das Kurmittelzentrum bietet klassische Massagen, Moor-Packungen, Heilgymnastik, med. Bäder, Inhalation sowie ein Meerwasser-Schwimmbad zur medizinischen Therapie und Vorsorge.
Die Qualität des Badewassers in Großenbrode ist ausgezeichnet worden. Die Auszeichnung „Blaue Tafel“ ist ein Zeichen für ständige Kontrolle des Badewassers und die Einhaltung der chemischen und bakteriologischen EG-Richtlinien an den Badestellen. Es wird damit hygienisch einwandfreies und gesundheitlich unbedenkliches Wasser bescheinigt.
Mit Auflösung der Marineküstendienstschule im Jahr 1995, die direkt an den Südstrand grenzte, wurden etwa 80 Hektar Fläche frei. Dieses Gebiet wurde von der Gemeinde Großenbrode erworben und als Naturerlebnispfad Großenbrode einer touristischen Nutzung zugeführt. Die bestehende Promenade wurde um etwa 500 m verlängert. Die anschließende 1000 m lange Seemole steht nun Anglern, Wanderern und allen Naturliebhabern zur Verfügung. Ein Sportboothafen sowie hafenbezogene und touristische Betriebe haben sich im neuen Ortsteil „Am Kai“ angesiedelt.

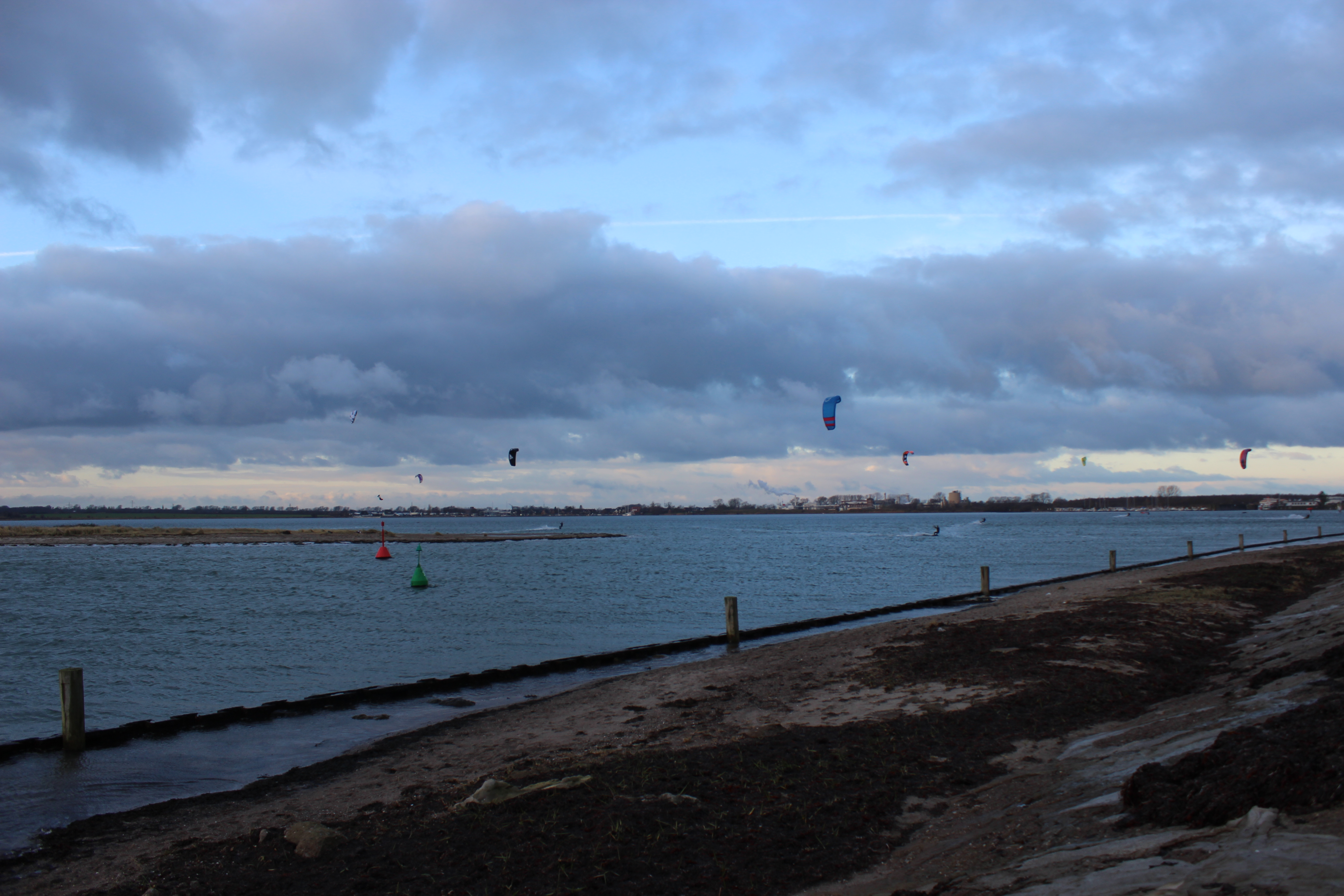
Kitespot Großenbrode Ost

Für Aktivurlauber bietet Großenbrode ausgedehnte Radwanderwege, die häufig auch zum Skaten geeignet sind, Möglichkeiten für Wasserfreunde wie Tauchen, Hochseeangeln, Windsurfen, Kiten, Wasserskilaufen, Kanufahren, Ausflüge mit Bus und/oder Schiff, Drachen steigen lassen etc. Wassersportfreunde finden sechs Häfen in Großenbrode: Kommunal- und Sportboothafen Großenbrode, Yacht-Club Großenbrode e. V., Marina Großenbrode, Yachtwerft Klemens, Wassersportzentrum Großenbrode (alle im Binnensee) und Sportboothafen Koch (Großenbroderfähre). Weitere Aktivitäten lassen sich entweder am Hundestrand bzw. Kitespot Großenbrode West oder am Badestrand bzw. Kitespot Großenbrode Ost ausüben. Neben Bootsverleihen und einer Wassersportschule ist auch ein privatwirtschaftlich betriebener Tourismuskomplex Ostsee Erlebniswelt seit 2012 vor Ort ansässig und in der zu Großenbrode gehörenden Ortschaft Klaustorf zu besichtigen. Gezeigt werden Ausstellungen zur Meeresregion und Entwicklungen bis zur Ur- und Eiszeit sowie eine komplexe Aquarium-Anlage. Der zugehörige Aussichtsturm ist seit 2017 für Besucher der Ostsee Erlebniswelt geöffnet.
Die in unmittelbarer Nähe nordwestlich von Großenbrode gelegene Fehmarnsundbrücke als Verbindung zur Insel Fehmarn ist eine Attraktion für die ganze Region. Die Brücke steht seit 1999 unter Denkmalschutz. Die Straßen- und Eisenbahnbrücke verfügt zudem auch über einen Rad- und Fußweg. Die Insel Fehmarn bekommt man vom nördlichen Teil von Großenbrode in etwa 1000 m Entfernung jenseits des Fehmarnsunds zu sehen.